# Kurzbahneuropameisterschaften 2004
| Kurzbahneuropameisterschaften 2004 | Kurzbahneuropameisterschaften 2004 |
| ---------------------------------- | ---------------------------------- |
| Veranstaltungsort                  | Wien                               |
| Teilnehmende Nationen              |                                    |
| Teilnehmende Athleten              |                                    |
| Entscheidungen                     | 38                                 |
| Eröffnung                          | 9. Dezember 2004                   |
| Abschluss                          | 12. Dezember 2004                  |

| Medaillenspiegel | Medaillenspiegel       | Medaillenspiegel | Medaillenspiegel | Medaillenspiegel | Medaillenspiegel |
| Platz            | Land                   | G                | S                | B                | Gesamt           |
| ---------------- | ---------------------- | ---------------- | ---------------- | ---------------- | ---------------- |
| 1                | Deutschland            | 9                | 5                | 8                | 22               |
| 2                | Russland               | 3                | 5                | 3                | 11               |
| 3                | Vereinigtes Königreich | 3                | 4                | 2                | 9                |
| 4                | Italien                | 3                | 3                | 2                | 8                |
| 5                | Niederlande            | 3                | 2                | 1                | 6                |
| 6                | Frankreich             | 3                | 0                | 1                | 4                |
| 7                | Österreich Ukraine     | 2                | 4                | 1                | 7                |
| 9                | Schweden               | 2                | 1                | 4                | 7                |
| 10               | Ungarn                 | 2                | 1                | 2                | 5                |
| 11               | Slowakei               | 2                | 1                | 0                | 3                |
| 12               | Dänemark Polen         | 1                | 3                | 2                | 6                |
| 14               | Slowenien              | 1                | 1                | 1                | 3                |
| 15               | Schweiz                | 1                | 0                | 0                | 1                |
| 16               | Finnland               | 0                | 1                | 1                | 2                |
| 17               | Spanien                | 0                | 0                | 3                | 3                |
| 18               | Rumänien               | 0                | 0                | 2                | 2                |
| 19               | Litauen Tschechien     | 0                | 0                | 1                | 1                |

Die Kurzbahneuropameisterschaften 2004 im Schwimmen fanden vom 9. bis 12. Dezember 2004 in Wien statt und wurden vom europäischen Schwimmverband LEN organisiert.
Die Wettkämpfe fanden in der Wiener Stadthalle statt.

## Zeichenerklärung
- WR – Weltrekord
- ER – Europarekord

## Schwimmen Männer

### Freistil

#### 50 m Freistil
| Platz | Land            | Athlet                 | Zeit     |
| ----- | --------------- | ---------------------- | -------- |
| 1     | Verein. Königr. | Mark Foster            | 00:21,50 |
| 2     | Niederlande     | Mark Veens             | 00:21,72 |
| 3     | Spanien         | Eduard Lorente Ginesta | 00:21,75 |

#### 100 m Freistil
| Platz | Land        | Athlet             | Zeit     |
| ----- | ----------- | ------------------ | -------- |
| 1     | Frankreich  | Frédérick Bousquet | 00:47,52 |
| 2     | Italien     | Filippo Magnini    | 00:47,66 |
| 3     | Deutschland | Jens Schreiber     | 00:48,00 |

#### 200 m Freistil
| Platz | Land    | Athlet                | Zeit     |
| ----- | ------- | --------------------- | -------- |
| 1     | Italien | Filippo Magnini       | 01:44,57 |
| 2     | Italien | Massimiliano Rosolino | 01:44,95 |
| 3     | Polen   | Paweł Korzeniowski    | 01:45,58 |

#### 400 m Freistil
| Platz | Land     | Athlet                | Zeit     |
| ----- | -------- | --------------------- | -------- |
| 1     | Italien  | Massimiliano Rosolino | 03:39,66 |
| 2     | Russland | Juri Prilukow         | 03:40,65 |
| 3     | Polen    | Paweł Korzeniowski    | 03:41,36 |

#### 1500 m Freistil
| Platz | Land            | Athlet                | Zeit     |
| ----- | --------------- | --------------------- | -------- |
| 1     | Russland        | Juri Prilukow         | 14:31,92 |
| 2     | Verein. Königr. | David Davies          | 14:32,56 |
| 3     | Italien         | Massimiliano Rosolino | 14:39,54 |

### Schmetterling

#### 50 m Schmetterling
| Platz | Land            | Athlet        | Zeit     |
| ----- | --------------- | ------------- | -------- |
| 1     | Verein. Königr. | Mark Foster   | 00:23,35 |
| 2     | Verein. Königr. | Jere Hård     | 00:23,38 |
| 3     | Deutschland     | Oliver Wenzel | 00:23,50 |

#### 100 m Schmetterling
| Platz | Land        | Athlet           | Zeit     |
| ----- | ----------- | ---------------- | -------- |
| 1     | Deutschland | Thomas Rupprath  | 00:50,67 |
| 2     | Russland    | Nikolai Skworzow | 00:50,92 |
| 3     | Rumänien    | Ioan Gherghel    | 00:52,26 |

#### 200 m Schmetterling
| Platz | Land     | Athlet             | Zeit     |
| ----- | -------- | ------------------ | -------- |
| 1     | Russland | Nikolai Skworzow   | 01:52,90 |
| 2     | Polen    | Paweł Korzeniowski | 01:53,19 |
| 3     | Rumänien | Ioan Gherghel      | 01:54,86 |

### Rücken

#### 50 m Rücken
| Platz | Land        | Athlet                  | Zeit        |
| ----- | ----------- | ----------------------- | ----------- |
| 1     | Deutschland | Thomas Rupprath         | 00:23,27 WR |
| 2     | Ukraine     | Wjatscheslaw Schyrschow | 00:24,50    |
| 3     | Deutschland | Helge Meeuw             | 00:24,52    |

#### 100 m Rücken
| Platz | Land        | Athlet          | Zeit     |
| ----- | ----------- | --------------- | -------- |
| 1     | Deutschland | Thomas Rupprath | 00:50,73 |
| 2     | Österreich  | Markus Rogan    | 00:50,80 |
| 3     | Ungarn      | László Cseh     | 00:52,09 |

#### 200 m Rücken
| Platz | Land       | Athlet            | Zeit        |
| ----- | ---------- | ----------------- | ----------- |
| 1     | Österreich | Markus Rogan      | 01:51,24 ER |
| 2     | Slowenien  | Blaž Medvešek     | 01:52,39    |
| 3     | Russland   | Jewgeni Aljoschin | 01:53,71    |

### Brust

#### 50 m Brust
| Platz | Land      | Athlet         | Zeit     |
| ----- | --------- | -------------- | -------- |
| 1     | Ukraine   | Oleh Lissohor  | 00:26,92 |
| 2     | Russland  | Roman Sludnow  | 00:27,09 |
| 3     | Slowenien | Emil Tahirovič | 00:27,17 |

#### 100 m Brust
| Platz | Land     | Athlet        | Zeit     |
| ----- | -------- | ------------- | -------- |
| 1     | Russland | Roman Sludnow | 00:58,73 |
| 2     | Ukraine  | Oleh Lissohor | 00:58,81 |
| 3     | Ukraine  | Ihor Boryssyk | 00:59,70 |

#### 200 m Brust
| Platz | Land     | Athlet          | Zeit     |
| ----- | -------- | --------------- | -------- |
| 1     | Italien  | Paolo Bossini   | 02:07,29 |
| 2     | Polen    | Sławomir Kuczko | 02:07,61 |
| 3     | Russland | Grigori Falko   | 02:07,66 |

### Lagen

#### 100 m Lagen
| Platz | Land        | Athlet        | Zeit     |
| ----- | ----------- | ------------- | -------- |
| 1     | Slowenien   | Peter Mankoč  | 00:53,05 |
| 2     | Österreich  | Markus Rogan  | 00:53,64 |
| 3     | Deutschland | Oliver Wenzel | 00:54,14 |

#### 200 m Lagen
| Platz | Land       | Athlet              | Zeit     |
| ----- | ---------- | ------------------- | -------- |
| 1     | Österreich | Markus Rogan        | 01:55,15 |
| 2     | Ungarn     | László Cseh         | 01:55,36 |
| 3     | Litauen    | Vytautas Janušaitis | 01:57,45 |

#### 400 m Lagen
| Platz | Land     | Athlet          | Zeit        |
| ----- | -------- | --------------- | ----------- |
| 1     | Ungarn   | László Cseh     | 04:03,96 ER |
| 2     | Italien  | Luca Marin      | 04:05,93    |
| 3     | Russland | Igor Berezutski | 04:08,91    |

### Staffel

#### Staffel 4 × 50 m Freistil
| Platz | Land        | Athleten                                                                  | Zeit     |
| ----- | ----------- | ------------------------------------------------------------------------- | -------- |
| 1     | Frankreich  | - David Maitre - Alain Bernard - Romain Barnier - Frédérick Bousquet      | 01:26,24 |
| 2     | Deutschland | - Benjamin Friedrich - Thomas Rupprath - Jens Schreiber - Carsten Dehmlow | 01:26,30 |
| 3     | Schweden    | - David Nordenlilja - Marcus Piehl - Erik Andersson - Petter Stymne       | 01:26,98 |

#### Staffel 4 × 50 m Lagen
| Platz | Land        | Athleten                                                                    | Zeit     |
| ----- | ----------- | --------------------------------------------------------------------------- | -------- |
| 1     | Deutschland | - Thomas Rupprath - Mark Warnecke - Fabian Friedrich - Carsten Dehmlow      | 01:34,56 |
| 2     | Ukraine     | - Vjatscheslaw Shyrschow - Oleh Lissohor - Serhij Breus - Oleksandr Wolynez | 01:34,94 |
| 3     | Finnland    | - Tero Raty - Jarno Pihlava - Jere Hård - Matti Rajakyla                    | 01:35,89 |

## Schwimmen Frauen

### Freistil

#### 50 m Freistil
| Platz | Land        | Athlet                | Zeit     |
| ----- | ----------- | --------------------- | -------- |
| 1     | Niederlande | Marleen Veldhuis      | 00:24,34 |
| 2     | Schweden    | Anna-Karin Kammerling | 00:24,57 |
| 3     | Niederlande | Hinkelien Schreuder   | 00:24,64 |

#### 100 m Freistil
| Platz | Land        | Athlet           | Zeit     |
| ----- | ----------- | ---------------- | -------- |
| 1     | Frankreich  | Malia Metella    | 00:53,37 |
| 2     | Niederlande | Marleen Veldhuis | 00:53,63 |
| 3     | Schweden    | Josefin Lillhage | 00:53,64 |

#### 200 m Freistil
| Platz | Land            | Athlet           | Zeit     |
| ----- | --------------- | ---------------- | -------- |
| 1     | Schweden        | Josefin Lillhage | 01:55,36 |
| 2     | Verein. Königr. | Melanie Marshall | 00:56,36 |
| 3     | Deutschland     | Petra Dallmann   | 01:57,24 |

#### 400 m Freistil
| Platz | Land            | Athlet           | Zeit     |
| ----- | --------------- | ---------------- | -------- |
| 1     | Verein. Königr. | Keri-Anne Payne  | 04:03,60 |
| 2     | Russland        | Daria Partschina | 04:04,56 |
| 3     | Spanien         | Erika Villaécija | 04:06,05 |

#### 800 m Freistil
| Platz | Land     | Athlet           | Zeit     |
| ----- | -------- | ---------------- | -------- |
| 1     | Schweiz  | Flavia Rigamonti | 08:17,39 |
| 2     | Dänemark | Lotte Friis      | 08:22,38 |
| 3     | Spanien  | Erika Villaécija | 08:26,38 |

### Schmetterling

#### 50 m Schmetterling
| Platz | Land       | Athlet                | Zeit     |
| ----- | ---------- | --------------------- | -------- |
| 1     | Schweden   | Anna-Karin Kammerling | 00:25,73 |
| 2     | Slowakei   | Martina Moravcová     | 00:26,14 |
| 3     | Österreich | Fabienne Nadarajah    | 00:26,27 |

#### 100 m Schmetterling
| Platz | Land       | Athlet            | Zeit     |
| ----- | ---------- | ----------------- | -------- |
| 1     | Slowakei   | Martina Moravcová | 00:56,89 |
| 2     | Dänemark   | Mette Jacobsen    | 00:58,43 |
| 3     | Frankreich | Malia Metella     | 00:58,47 |

#### 200 m Schmetterling
| Platz | Land     | Athlet              | Zeit     |
| ----- | -------- | ------------------- | -------- |
| 1     | Slowakei | Martina Moravcová   | 02:06,68 |
| 2     | Dänemark | Mette Jacobsen      | 02:06,99 |
| 3     | Italien  | Caterina Giacchetti | 02:07,11 |

### Rücken

#### 50 m Rücken
| Platz | Land        | Athlet             | Zeit     |
| ----- | ----------- | ------------------ | -------- |
| 1     | Deutschland | Antje Buschschulte | 00:27,42 |
| 2     | Ukraine     | Kateryna Zubkowa   | 00:27,50 |
| 3     | Tschechien  | Ilona Hlaváčková   | 00:27,57 |

#### 100 m Rücken
| Platz | Land        | Athlet             | Zeit     |
| ----- | ----------- | ------------------ | -------- |
| 1     | Ukraine     | Kateryna Zubkowa   | 00:58,58 |
| 2     | Deutschland | Antje Buschschulte | 00:58,70 |
| 3     | Dänemark    | Louise Ørnstedt    | 00:58,76 |

#### 200 m Rücken
| Platz | Land            | Athlet          | Zeit     |
| ----- | --------------- | --------------- | -------- |
| 1     | Dänemark        | Louise Ørnstedt | 02:06,33 |
| 2     | Verein. Königr. | Sarah Price     | 02:07,24 |
| 3     | Verein. Königr. | Gemma Spofforth | 02:07,64 |

### Brust

#### 50 m Brust
| Platz | Land            | Athlet            | Zeit     |
| ----- | --------------- | ----------------- | -------- |
| 1     | Deutschland     | Sarah Poewe       | 00:31,09 |
| 2     | Russland        | Jelena Bogomasowa | 00:31,46 |
| 3     | Verein. Königr. | Kate Haywood      | 00:31,52 |

#### 100 m Brust
| Platz | Land        | Athlet        | Zeit     |
| ----- | ----------- | ------------- | -------- |
| 1     | Deutschland | Sarah Poewe   | 01:06,50 |
| 2     | Österreich  | Mirna Jukić   | 01:07,05 |
| 3     | Deutschland | Simone Weiler | 01:07,70 |

#### 200 m Brust
| Platz | Land        | Athlet       | Zeit     |
| ----- | ----------- | ------------ | -------- |
| 1     | Deutschland | Anne Poleska | 02:21,79 |
| 2     | Österreich  | Mirna Jukić  | 02:22,79 |
| 3     | Deutschland | Sarah Poewe  | 02:24,33 |

### Lagen

#### 100 m Lagen
| Platz | Land            | Athlet               | Zeit     |
| ----- | --------------- | -------------------- | -------- |
| 1     | Polen           | Aleksandra Urbańczyk | 01:00,75 |
| 2     | Verein. Königr. | Lisa Chapman         | 01:00,88 |
| 3     | Deutschland     | Teresa Rohmann       | 01:01,18 |

#### 200 m Lagen
| Platz | Land        | Athlet               | Zeit     |
| ----- | ----------- | -------------------- | -------- |
| 1     | Deutschland | Teresa Rohmann       | 02:09,40 |
| 2     | Polen       | Aleksandra Urbańczyk | 02:10,64 |
| 3     | Dänemark    | Julie Hjørt-Hansen   | 02:13,03 |

#### 400 m Lagen
| Platz | Land        | Athlet         | Zeit     |
| ----- | ----------- | -------------- | -------- |
| 1     | Polen       | Éva Risztov    | 04:32,26 |
| 2     | Deutschland | Teresa Rohmann | 04:34,38 |
| 3     | Ungarn      | Katinka Hosszú | 04:35,41 |

### Staffel

#### Staffel 4 × 50 m Freistil
| Platz | Land        | Athleten                                                                       | Zeit     |
| ----- | ----------- | ------------------------------------------------------------------------------ | -------- |
| 1     | Niederlande | - Inge Dekker - Hinkelien Schreuder - Chantal Groot - Marleen Veldhuis         | 01:37,97 |
| 2     | Deutschland | - Dorothea Brandt - Janine Pietsch - Daniela Götz - Petra Dallmann             | 01:38,52 |
| 3     | Schweden    | - Lina Petersson - Anna-Karin Kammerling - Josefin Lillhage - Claire Hedenskog | 01:38,76 |

#### Staffel 4 × 50 m Lagen
| Platz | Land        | Athleten                                                                           | Zeit                                                                          |
| ----- | ----------- | ---------------------------------------------------------------------------------- | ----------------------------------------------------------------------------- |
| 1     | Niederlande | - Hinkelien Schreuder - Moniek Nijhuis - Inge Dekker - Marleen Veldhuis            | 01:48,21 Liste der Schwimmweltrekorde und -bestzeiten über 4 × 50 Meter Lagen |
| 2     | Deutschland | - Janine Pietsch - Sarah Poewe - Antje Buschschulte - Dorothea Brandt              | 01:48,52                                                                      |
| 3     | Schweden    | - Emelie Kierkegaard - Sanja Dizdarević - Anna-Karin Kammerling - Josefin Lillhage | 01:50,05                                                                      |